# Malibu (Lied)
Malibu ist ein Lied der US-amerikanischen Sängerin Miley Cyrus aus dem Jahr 2017. Es erschien am 11. Mai 2017 als Single aus ihrem sechsten Studioalbum Younger Now bei RCA Records.

## Hintergrund
In der Ausgabe des Billboard Magazins vom 13. Mai 2017 kündigte Cyrus mit Malibu die erste Single ihres sechsten Studioalbums an, welche am 11. Mai 2017 veröffentlicht werden solle.
Während sich der Titel auf die kalifornische Stadt Malibu bezieht, handle das Lied von Cyrus’ Liebe zu ihrem Verlobten Liam Hemsworth. Im selben Interview sagte Cyrus, dass sie das Lied im Auto auf dem Weg zu ihrem ersten Tag als Jurorin bei The Voice schrieb.

## Promotion
Cyrus sang das Lied zum ersten Mal live am 13. Mai 2017 beim Wango Tango, einem Konzert, welches jährlich von dem Radiosender KIIS-FM veranstaltet wird. Am 21. Mai 2017 trat sie bei den Billboard Music Awards auf.

## Musikvideo
Das Musikvideo wurde gemeinsam mit dem Lied am 11. Mai 2017 veröffentlicht. Regie führten Cyrus und Diane Martel. Im Video ist Cyrus unter anderem am Strand und vor einem Wasserfall zu sehen. Das Musikvideo wurde auf YouTube 470 Millionen Mal aufgerufen (Stand: Februar 2021).

## Kommerzieller Erfolg

### Chartplatzierungen
| ChartsChartplatzierungen       | Höchstplatzierung | Wochen |
| ------------------------------ | ----------------- | ------ |
| Deutschland (GfK)              | 12 (15 Wo.)       | 15     |
| Österreich (Ö3)                | 5 (15 Wo.)        | 15     |
| Schweiz (IFPI)                 | 8 (30 Wo.)        | 30     |
| Vereinigte Staaten (Billboard) | 1 (28 Wo.)        | 28     |
| Vereinigtes Königreich (OCC)   | 2 (27 Wo.)        | 27     |

| ChartsJahrescharts (2017)      | Platzierung |
| ------------------------------ | ----------- |
| Österreich (Ö3)                | 50          |
| Schweiz (IFPI)                 | 79          |
| Vereinigte Staaten (Billboard) | 89          |
| Vereinigtes Königreich (OCC)   | 81          |

### Auszeichnungen für Musikverkäufe
| Land/Region                  | Auszeichnungen für Musikverkäufe (Land/Region, Auszeichnung, Verkäufe) | Verkäufe  |
| ---------------------------- | ---------------------------------------------------------------------- | --------- |
| Australien (ARIA)            | 6× Platin                                                              | 420.000   |
| Belgien (BRMA)               | Gold                                                                   | 15.000    |
| Brasilien (PMB)              | Diamant                                                                | 160.000   |
| Dänemark (IFPI)              | Platin                                                                 | 90.000    |
| Deutschland (BVMI)           | Gold                                                                   | 200.000   |
| Frankreich (SNEP)            | Gold                                                                   | 100.000   |
| Italien (FIMI)               | Platin                                                                 | 50.000    |
| Kanada (MC)                  | 3× Platin                                                              | 240.000   |
| Mexiko (AMPROFON)            | 5× Gold                                                                | 150.000   |
| Neuseeland (RMNZ)            | 3× Platin                                                              | 90.000    |
| Norwegen (IFPI)              | 4× Platin                                                              | 240.000   |
| Österreich (IFPI)            | Platin                                                                 | 30.000    |
| Peru (UNIMPRO)               | Gold                                                                   | 3.000     |
| Polen (ZPAV)                 | Platin                                                                 | 20.000    |
| Portugal (AFP)               | Gold                                                                   | 5.000     |
| Schweden (IFPI)              | Platin                                                                 | 40.000    |
| Schweiz (IFPI)               | Platin                                                                 | 20.000    |
| Spanien (Promusicae)         | 2× Platin                                                              | 120.000   |
| Vereinigte Staaten (RIAA)    | 2× Platin                                                              | 2.000.000 |
| Vereinigtes Königreich (BPI) | 2× Platin                                                              | 1.200.000 |
| Insgesamt                    | 5× Gold · 31× Platin · 1× Diamant ·                                    | 5.193.000 |

Hauptartikel: Miley Cyrus/Auszeichnungen für Musikverkäufe